# Porta Corsica
Porta Corsica est une porte qui s'ouvre le long de la partie-sud-ouest des remparts de Grosseto du centre historique de Grosseto en Toscane. 
Sa dénomination est conférée par le point de référence géographique situé dans cette direction au-delà de la mer, vers lequel regarde la porte. Son emplacement se trouve le long du tronçon de courtine qui relie le bastion Cavallerizza au bastion Molino a Vento.

## Histoire
La présence d'une porte de ville orientée à l'ouest est documentée dans les anciens murs médiévaux, et a pris le nom de Porta di San Michele car elle se trouvait près d'une église dédiée à Saint-Michel. Cependant, cette porte a été démolie au XVIe siècle, lorsque le Grand-duché de Toscane a fait construire les nouveaux remparts Médicis (1565-1593): le rempart de San Michele a été construit dans la zone où se dressait autrefois la porte. Pendant plus de deux siècles, Grosseto avait un seul accès à la ville, celui constitué par la Porta Reale (plus tard Porta Vecchia) sur le côté sud ; ce n'est qu'en 1755 qu'une deuxième porte a été ouverte, la Porta Nuova la limite nord.
À la suite de l'augmentation démographique de Grosseto et du développement urbain de sa périphérie entre la fin du XIXe siècle et le début du XXe siècle, le besoin s'est fait sentir d'ouvrir un passage supplémentaire dans les murs de la ville. En 1927, la municipalité de Grosseto annonça un concours national pour l'étude d'un plan de développement et d'expansion de la ville, comprenant également l'ouverture d'une nouvelle porte en prévision d'une expansion urbaine vers l'ouest. La porte fut construite et les travaux achevés qu'en 1933. 
Immédiatement après la guerre, la porte subit de légères modifications, comme la suppression du bloc de travertin placé à la clé de voûte de l'arc qui portait un faisceau de licteur en relief avec les lettres AX, qui indiquait la dixième année de l'ère fasciste (1932-1933). La zone à l'extérieur de la porte le long de Viale Ximenes a été transformée en parc public en 1961.